# Eupithecia luteata
Eupithecia luteata är en fjärilsart som beskrevs av Alpheus Spring Packard 1867. Eupithecia luteata ingår i släktet Eupithecia och familjen mätare. Inga underarter finns listade i Catalogue of Life.